# Comblainita
La comblainita és un mineral de la classe dels carbonats, que pertany al grup de la quintinita. Rep el seu nom en honor de Gordon Comblain (1920-1996).

## Característiques
La comblainita és un carbonat de fórmula química Ni₄Co₂(OH)₁₂[CO₃]·3H₂O. Cristal·litza en el sistema trigonal. La seva duresa a l'escala de Mohs és 2.
Segons la classificació de Nickel-Strunz, la comblainita pertany a «05.DA: Carbonats amb anions addicionals, amb H₂O, amb cations de mida mitjana» juntament amb els següents minerals: dypingita, hidromagnesita, giorgiosita, widgiemoolthalita, artinita, indigirita, clorartinita, otwayita, zaratita, kambaldaïta, cal·laghanita, claraïta, hidroscarbroïta, scarbroïta, caresita, quintinita, charmarita, stichtita-2H, brugnatel·lita, clormagaluminita, hidrotalcita-2H, piroaurita-2H, zaccagnaïta, desautelsita, hidrotalcita, piroaurita, reevesita, stichtita, takovita i coalingita.

## Formació i jaciments
Va ser descoberta l'any 1980 a la mina Shinkolobwe, a la regió de l'Alt Katanga, a la República Democràtica del Congo. També ha estat descrita a Lautenthal, Harz (Baixa Saxònia, Alemanya), i a la mina Plantorin, a Ayer (Valais, Suïssa). Es tracta dels tres únics indrets on ha estat descrita aquesta espècie.